# Daniel Perea
Daniel Perea y Rojas (Madrid, 1834-Madrid, 1909) fue un pintor y dibujante español, hermano de Alfredo Perea.

## Biografía
Nació en 1834 en Madrid. Era sordomudo de nacimiento. Fue hermano del también artista Alfredo Perea, tuvo también una hermana, Julia Perea, casada con el pintor Martín Rico. Profesor del colegio de sordomudos de Madrid, falleció en abril de 1909 en la capital, Madrid, y fue enterrado en la Sacramental de San Lorenzo.

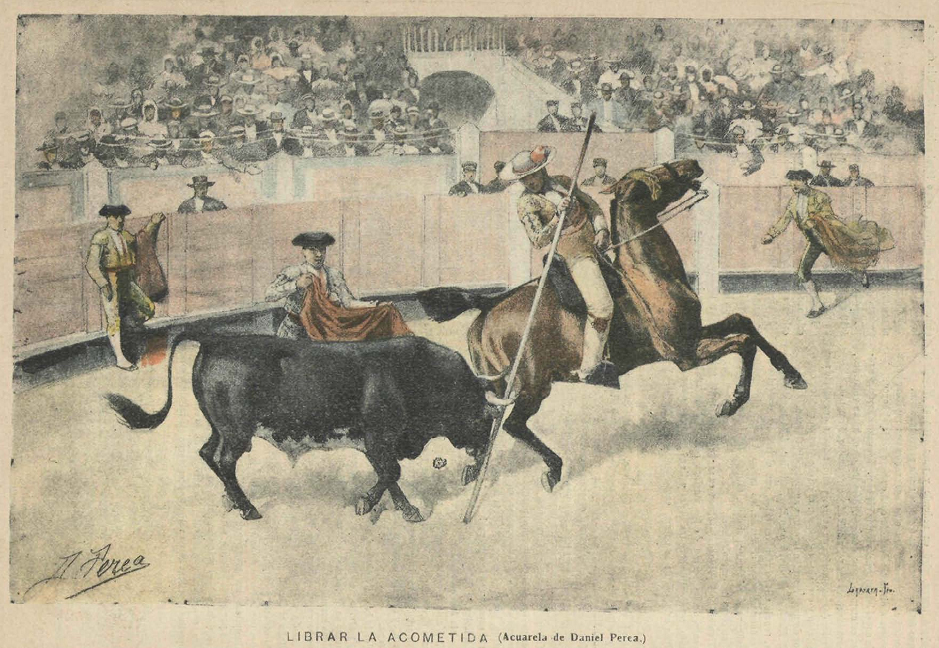
Librar la acometida (La Lidia, 1894)

Cultivó, entre otros, el género de la pintura taurina —durante muchos años «dio vida» al periódico La Lidia con sus ilustraciones, por las que destacó, de hecho llegó a ser calificado en prensa de la época como «el mejor dibujante de escenas taurinas que tenemos»— y la caricatura.
Mariano de Cavia llegó a referirse a él como «el Chéret madrileño, el castizo, original y fecundo Daniel Perea», en referencia a su labor como cartelista. Colaboró también en publicaciones como El Museo Universal y Gil Blas.